# Pèlerine
Pour l’article homonyme, voir Pèlerine (scaphandre).

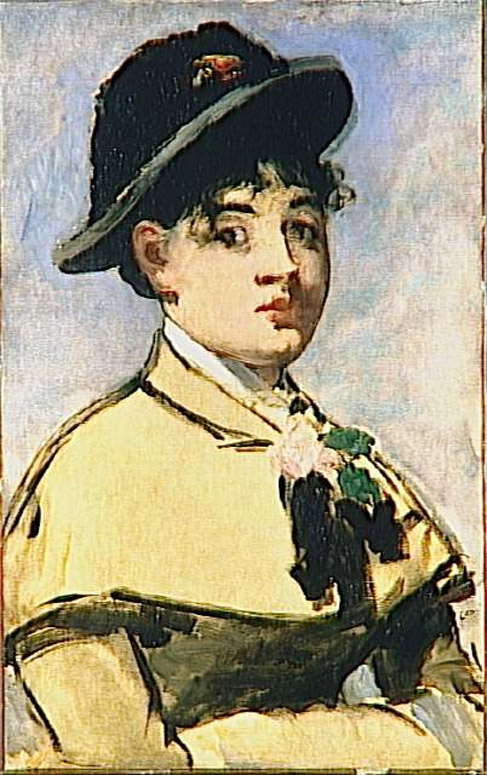
Édouard Manet, « Jeune femme à la pèlerine ».

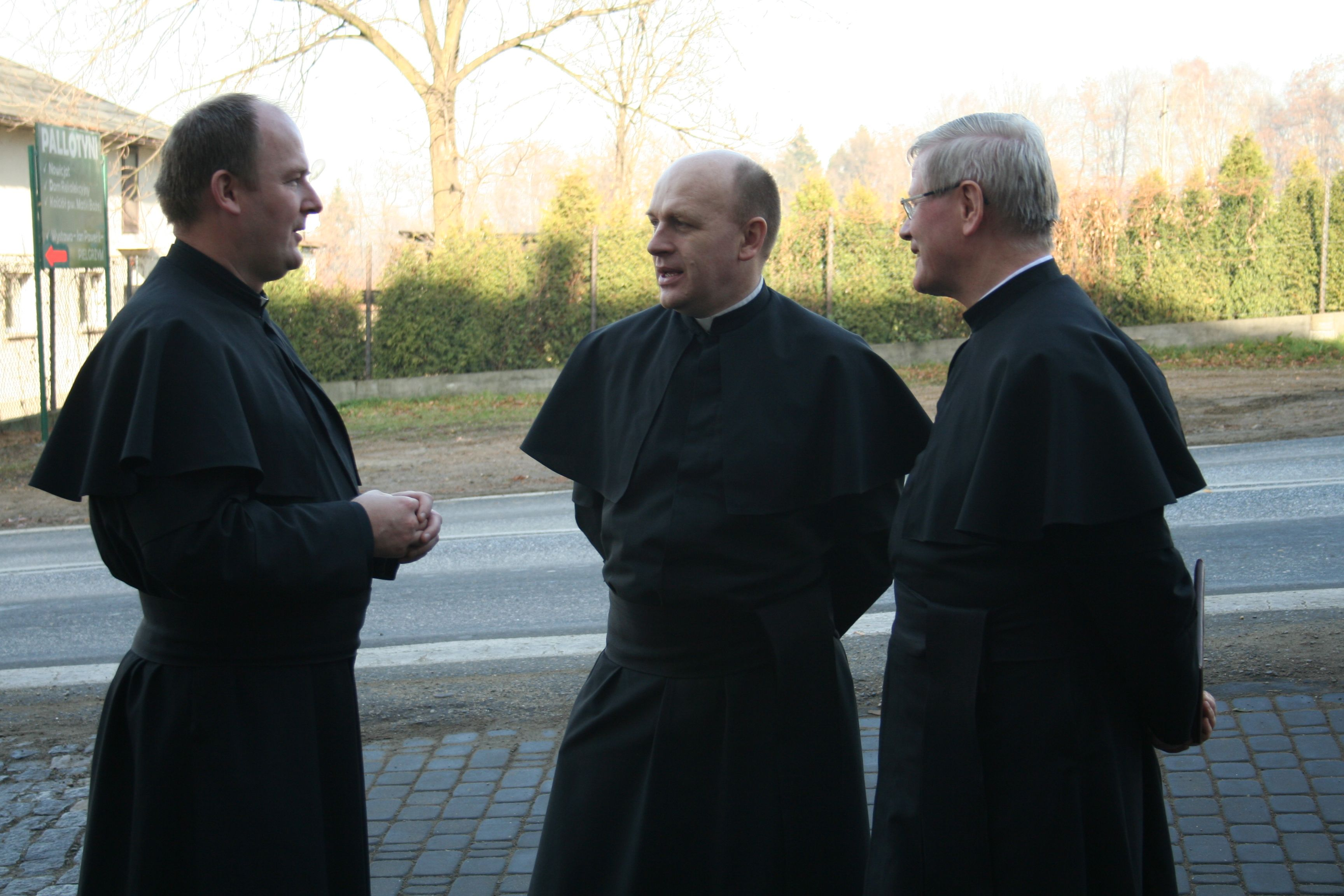
La pèlerine de la soutane des pères Pallottins.

Une pèlerine est un vêtement couvrant les épaules par-dessus un manteau, très en vogue au XIXe siècle.

## Histoire
L’appellation pèlerine provient de l’utilisation de ce vêtement, aux multiples usages (manteau pour les voyages, couverture pour dormir ou s’asseoir, nappe pour les repas à l’extérieur durant les pèlerinages très fréquents au XIXe siècle - d’où son nom).
La pèlerine avait aussi l’avantage de créer une égalité entre toutes les couches sociales, car elle était portée dans tous les milieux : aristocrates, officiers, grands bourgeois et bourgeois, mais aussi paysans et bergers. Paradoxalement, la pèlerine, si elle resta encore en vogue dans certaines catégories du Beau Monde[réf. nécessaire] au XIXe siècle, fut abandonnée par la classe ouvrière au début de l’ère industrielle, à l'exception des femmes.
La pèlerine a été, de 1937 à 1967, un accessoire vestimentaire des gardiens de la paix de la Police nationale française. Le numéro de l'agent de police y était cousu à l'avant gauche. La forme de la pèlerine des gardiens de la paix était plus proche de la cape que de la pèlerine des civils.